# جو روش
جو روش (بالإنجليزية: Joe Roche)‏ هو عسكري أمريكي، ولد في 1967.